# François Louis de Wimpffen de Bornebourg
Pour les autres membres de la famille, voir Famille von Wimpffen.
François Louis Wimpffen de Bornebourg, né le 2 août 1732 à Deux-Ponts (Palatinat-Deux-Ponts), mort le 24 mai 1800 à Mayence (Mont-Tonnerre), est un général de division de la Révolution française.
Il est le frère du général Georges Félix de Wimpffen (1744-1814).

## États de service
Fils de Jean Georges de Wimpffen, chambellan du roi Stanislas, il entre en service le 1er octobre 1744, comme lieutenant dans le régiment d’Alsace, et il est fait chevalier de Saint-Louis en 1757. Il est nommé colonel le 23 novembre 1761.
Le 23 novembre 1785, il passe au service de la France avec le grade de colonel d’infanterie, et il est promu général de brigade le 30 juin 1791, dans la 5e division militaire. Il est élevé au grade de général de division le 14 septembre 1792 à l’armée du Rhin, et en novembre 1792, il commande Landau. Le 1er mars 1793, il prend le commandement de la division du centre de l’armée du Rhin, et le 15 mai suivant, il est démis de ses fonctions. 
Le 27 janvier 1795 il est autorisé à prendre sa retraite, et il l’obtient le 15 août 1797.
En 1799 il est nommé président du conseil de révision à Mayence, et il meurt dans cette ville le 24 mai 1800. Sa tombe se trouve dans le cimetière de Saint-Pierre.

## Sources
- (en) « Generals Who Served in the French Army during the Period 1789 - 1814: Eberle to Exelmans »
- Étienne Charavay, Correspondance générale de Carnot, tome 1, imprimerie Nationale, 1893, p. 125.
- (pl) « Napoléon.org.pl »
- Alexandre Mazas, Histoire de l'ordre royal et Militaire de Saint-Louis depuis son institution en 1693 jusqu'en 1830, Tome 1, Firmin Didot frères, fils et Cie, Paris, 1860, p. 552